# Strausstown
Strausstown è una borough degli Stati Uniti d'America, nella contea di Berks nello Stato della Pennsylvania. Secondo il censimento del 2000 la popolazione è di 339 abitanti.

## Società

### Evoluzione demografica
La composizione etnica vede una maggioranza di quella bianca (98,23%), seguita da quella asiatica (1,47%) dati del 2000.
| township di Strausstown Popolazione |     |
| 2000                                | 339 |
| Stima al 2009                       | 336 |